# 島津忠将
島津 忠将（しまづ ただまさ）は、戦国時代の武将。島津氏の家臣。相州家第4代当主。島津忠良の子。子に日向佐土原藩初代藩主島津以久。垂水島津家の初代とされるが、垂水を領有したのは子の以久の代になってからである。

## 生涯
永正17年（1520年）、伊作家10代および相州家3代当主島津忠良の子として誕生した。
兄の島津貴久が島津宗家を継いだため、薩摩島津氏の分家の相州家を継ぐ。武勇に長けた人物で、貴久をよく補佐して各地を転戦。領内統一戦のほとんどに参加し武功を挙げた。天文17年（1548年）、大隅肝付氏・日向伊東氏の備えとして要衝の大隅清水城（今の霧島市国分清水）の城主となる。
永禄4年（1561年）、大隅廻城城主（廻久元）の目が不自由であることと久元の息子が幼いことにつけこみ、肝付兼続が廻城を奪った。これに対し、主君の貴久は忠将と長男の島津義久を向かわせた。忠将は竹原山に陣を構えていたが、突出した味方の町田久倍を救おうとしたところ、兼続の攻撃を受け戦死、清水の楞厳寺に葬られた。弟を討たれた貴久は自ら軍を率い出陣し兼続を撃退、廻城を奪還している。
なお、忠将が討ち取られた場所（霧島市福山町福山）には供養塔が建立されている。